# Joséphine Japyová
Joséphine Japyová (* 12. července 1994 Paříž) je francouzská herečka.
Jako desetiletá debutovala ve filmu Šedé duše. Ve filmu Cloclo ztvárnila postavu zpěvačky France Gallové. Za výkon ve filmu Mélanie Laurentové Respire (2014) byla oceněna na Filmovém festivalu v Cabourgu a získala nominaci na cenu César pro nejslibnější herečku.
V roce 2019 hrála hlavní ženskou roli v romantické komedii Láska na druhý pohled, kterou režíroval Hugo Gélin.
Kromě herectví se věnuje také studiu na Institut d'études politiques de Paris.
Jejím životním partnerem je šéfkuchař Jean Imbert.

## Filmografie
- Šedé duše (2005)
- Můj život v Neuilly (2009)
- Mnich (2011)
- Cloclo (2012)
- Respire (2014)
- Paris-Willouby (2015)
- Irréprochable (2016)
- Neuilly sa mère, sa mère! (2018)
- Spitak (2018)
- Láska na druhý pohled (2019)
- Nouvelle Saveur (2019)